# Vaga (Nordafrika)

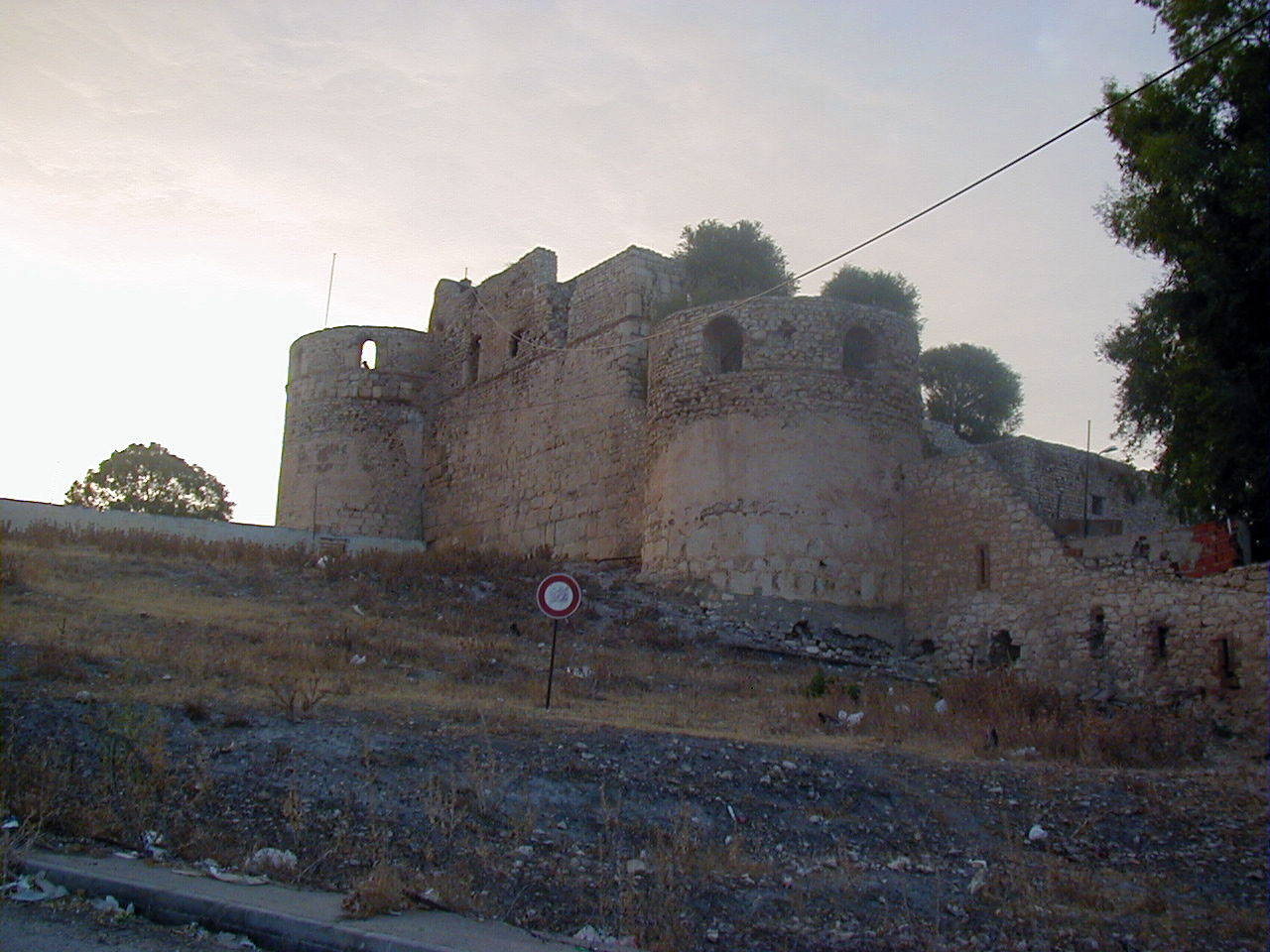
Die unter Justininan I. errichtete Festung von Vaga

Vaga oder Vacca war eine antike Stadt in Nordafrika in der römischen Provinz Africa proconsularis bzw. später Numidia beim heutigen Beja in Tunesien.
Vaga gehörte zum numidischen Reich Jugurthas und wurde vom römischen Feldherrn Quintus Caecilius Metellus Numidicus zerstört. Später wurde es wieder aufgebaut und zu einer römischen Stadt, die bis in die Spätantike bestand, als Vaga Sitz eines Bischofs war. Auf dem Bagajenischen Konzil verdammte 394 der donatistische Bischof Priamos den Diakon Maximianus und dessen Anhänger. Auf das Bistum geht das Titularbistum Vaga der römisch-katholischen Kirche zurück.
Justinian I. benannte Vaga zu Ehren seiner Frau Theodora in Theodorias um.